# Liste des groupes de symétrie du plan
Cet article recense les groupes de symétrie du plan euclidien.

## Généralités
Les classes considérées sont celles des groupes de symétrie discrets sur le plan euclidien. Il en existe trois sortes :
- 2 familles de groupes ponctuels de symétrie ;
- 7 groupes de frise ;
- 17 groupes de papier peint.

Ces groupes sont nommés suivant trois nomenclatures : la notation internationale, la notation orbifold et la notation de Coxeter (en).

## Liste

### Groupes ponctuels
Il existe deux familles de groupes ponctuels discrets bidimensionnels et elles sont spécifiées par le paramètre n, qui est l'ordre du groupe de rotations dans le groupe.
| Famille           | Intl. (Orbifold) | Geo [] Coxeter | Schönflies | Ordre | Exemples | Exemples | Exemples | Exemples | Exemples | Exemples |
| ----------------- | ---------------- | -------------- | ---------- | ----- | -------- | -------- | -------- | -------- | -------- | -------- |
| Groupes cycliques | n n•             | n · [n]+ ·     | Cn         | n     | [ ]+     | [2]+ (*) | [3]+     | [4]+     | [5]+     | [6]+     |
| Groupes diédraux  | nm *n•           | n · [n] ·      | Dn         | 2n    | [ ]      | [2]      | [3]      | [4]      | [5]      | [6]      |

### Groupes de frise
| UIC (Orbifold) | Geo  | Schönflies | Coxeter   | Domaine fondamental | Exemple |
| -------------- | ---- | ---------- | --------- | ------------------- | ------- |
| p1 (∞•)        | p1   | C∞         | [∞]+ ·    |                     |         |
| p1m1 (*∞•)     | p1   | C∞v        | [∞] ·     |                     |         |
| p11g (∞×)      | p.g1 | S2∞        | [2+,∞+] · |                     |         |
| p11m (∞*)      | p. 1 | C∞h        | [2,∞+] ·  |                     |         |
| p2 (22∞)       | p2   | D∞         | [2,∞]+ ·  |                     |         |
| p2mg (2*∞)     | p2g  | D∞d        | [2+,∞] ·  |                     |         |
| p2mm (*22∞)    | p2   | D∞h        | [2,∞] ·   |                     |         |

### Groupes de papier-peint
| UIC (Orbifold) Géometrique | Coxeter             | Réseau        | Groupe ponctuel | Domaine fondamental | Exemple |
| -------------------------- | ------------------- | ------------- | --------------- | ------------------- | ------- |
| p1 (°) p1                  | [∞+,2,∞+]           | Oblique       | C1              |                     |         |
| p2 (2222) p2               | [∞,2,∞]+            | Oblique       | C2              |                     |         |
| pm (**) p1                 | [∞+,2,∞] ·          | Rectangulaire | D1              |                     |         |
| pg (××) pg1                | [∞+,(2,∞)+] ·       | Rectangulaire | D1              |                     |         |
| cm (*×) c1                 | [∞+,2+,∞] ·         | Losange       | D1              |                     |         |
| pmm (*2222) p2             | [∞,2,∞] ·           | Rectangulaire | D2              |                     |         |
| pmg (22*) pg2              | [(∞,2)+,∞] ·        | Rectangulaire | D2              |                     |         |
| pgg (22×) pg2g             | [[∞,2,∞]+]          | Rectangulaire | D2              |                     |         |
| cmm (2*22) c2              | [∞,2+,∞] ·          | Losange       | D2              |                     |         |
| p4 (442) p4                | [4,4]+ ·            | Carré         | C4              |                     |         |
| p4m (*442) p4              | [4,4] ·             | Carré         | D4              |                     |         |
| p4g (4*2) pg4              | [4+,4] ·            | Carré         | D4              |                     |         |
| p3 (333) p3                | [1+,6,3+] · [3[3]]+ | Hexagonal     | C3              |                     |         |
| p3m1 (*333) p3             | [1+,6,3] · [3[3]] · | Hexagonal     | D3              |                     |         |
| p31m (3*3) h3              | [6,3+] · [3+[3[3]]] | Hexagonal     | D3              |                     |         |
| p6 (632) p6                | [6,3]+ · [3[3[3]]]+ | Hexagonal     | C6              |                     |         |
| p6m (*632) p6              | [6,3] · [3[3[3]]]   | Hexagonal     | D6              |                     |         |